# Акташ (місто)
Акташ (уз. Oqtosh) – місто в Узбекистані, центр Нарпайського району Самаркандської області. Розташований в долині річки Зеравшан, яка протікає у кількох кілометрах на північ. На південь від міста розташовані гори Зеравшанського хребта.

## Економіка
Промисловий центр, працює бавовноочисний, ремонтно-механічний та маслосироробний заводи.

## Транспорт
Місто є важливим транспортним центром – через місто проходить залізниця Самарканд – Каган а в 2 км на північ проходить автотраса М37 яка поєднує обласні центри Узбекистану: Бухару, Навої, Самарканд та Джиззак. Місто пересікають зрошувальні канали.

## Історія
Акташ збудований на руїнах древнього согдійського міста Арбінджан, який був завойований арабами близько 8 ст. Пізніше він був зруйнований та відомий як кишлак Зирабулак (так нині називається залізнична станція). До середини 19 ст. кишлак належав до Бухарського емірату, але згодом, разом з територією емірату увійшов до складу царської Росії. У 1967 році знову отримав статус міста.